# Kvihusa

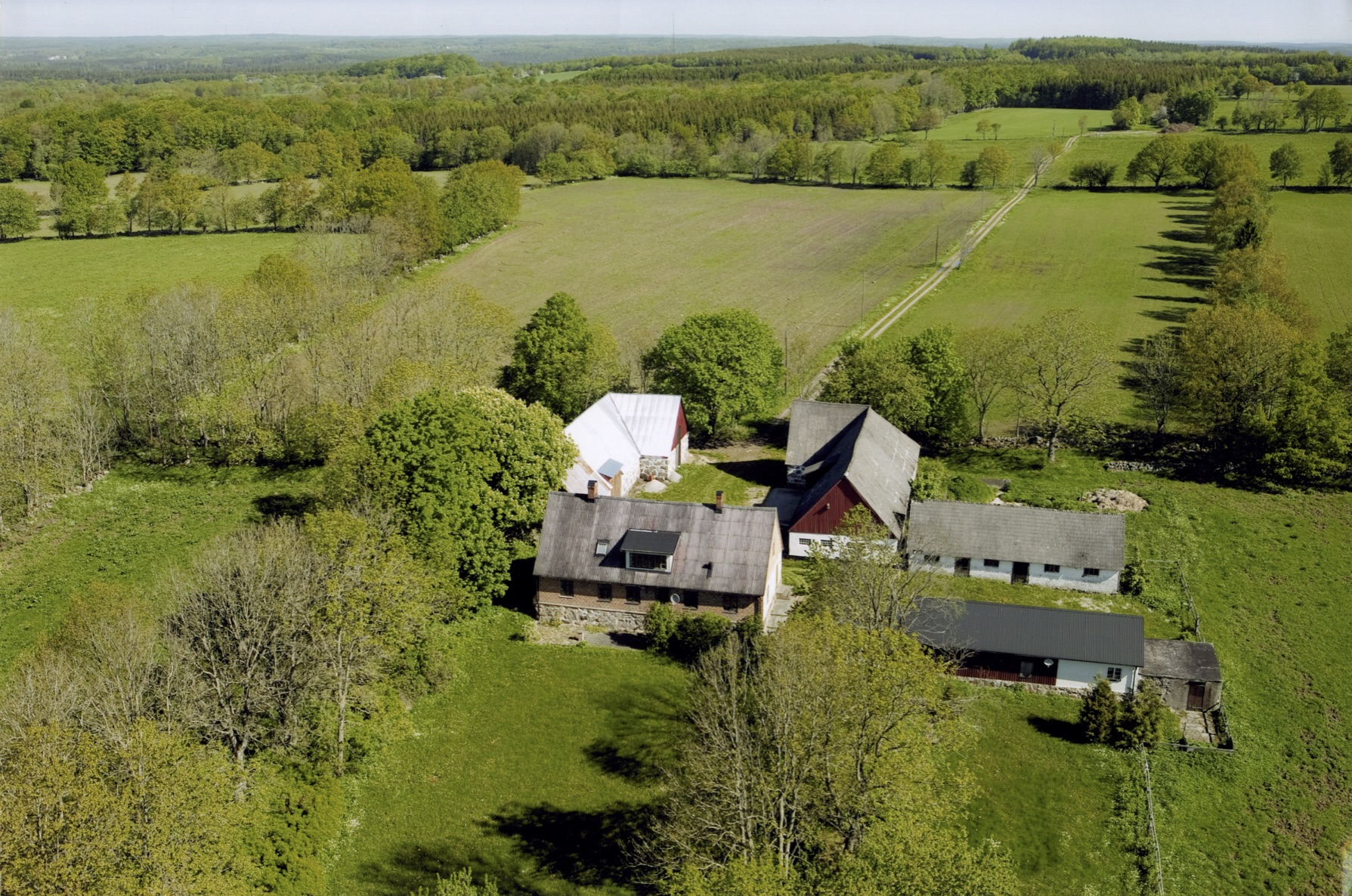
Kvihusa

Kvihusa är en gård i Tomelilla kommun belägen utmed landsvägen mellan Eljaröd och Vitaby, cirka 5 km sydväst om Brösarp.
Gården har anor från 1600-talet men de nuvarande byggnaderna uppfördes under 1800-talet. Kvihusa tillhörde Kronovall fram till 1991, då godset överlämnades till föreningen Riddarhuset som en donation av greve Erik Sparre. (Vid donationen överlämnades även mark för Mariavalls kloster, Jesu Moder Marias Kloster, ett svenskt benediktinerkloster för nunnor.)
De nuvarande ägarna, familjen Ståhl/von Gaffron und Oberstradam/Järtby håller markerna öppna genom att arrendera ut dem för bete.

## Källhänvisningar
1. ↑  von Sydow, Waldemar; Björkman, Sten (1944). Svenska gods och gårdar. "VIII". Uddevalla: Förlaget Svenska gods och gårdar
2. ↑  Stalin Åkesson, Helene. ”Kvihusa 1:2, åtgärder på tak till ekonomibyggnad; Antikvarisk kontroll, 2008”. Regionmuseet Kristianstad & Landsantikvarien i Skåne. sid. 6. Arkiverad från originalet den 16 juni 2013. https://web.archive.org/web/20130616111928/http://www.regionmuseet.se/rapporter_pdf/2009/R2009_014.pdf. Läst 21 februari 2017.